# Zavet (filme)
Zavet é um filme escrito e dirigido pelo premiado cineasta sérvio Emir Kusturica. O filme foi exibido em 26 de maio de 2007 no 60º Festival de Cinema de Cannes.

O título internacional do filme é Promise Me This, mas o filme é conhecido como Zavet (Завет, "O testamento") em sérvio. É estrelado por Uros Milovanovic, Aleksandar Bercek e Marija Petronijevic.

## Sinopse
Tsane é um jovem garoto que vive com o avô num vilarejo no interior da Sérvia e Montenegro. Tirando o vizinho Bosa, eles são os únicos habitantes do local. Um dia, o velho diz ao neto que está morrendo. E faz o garoto prometer duas coisas. Primeiro que irá para a capital Belgrado vender a vaca que eles criam e, com o dinheiro comprar uma imagem religiosa; depois ele deverá arrumar uma esposa e voltar para casa. Na cidade, Tsane consegue facilmente cumprir a primeira parte da promessa. Mas como ele poderá arrumar a tal esposa e voltar para casa antes que o avô morra? É quando ele encontra Jasna.

## Elenco
1. Aleksandar Bercek ............... Deda (o avô)
2. Ljiljana Blagojevic ............... Bosa (o professor)
3. Miki Manojlovic ............... O chefe
4. Uros Milovanovic ............... Tsane (o neto)
5. Marija Petronijevic ............... Jasna (candidata a esposa)
6. Stribor Kusturica ............... Topuz

## Prêmios e indicações
Festival de Cannes - Palma de Ouro em 2007.